# Isabel Correa
Isabel Correa o Rebeca Correa, (Lisboa, 1655 ca.-Amsterdam, 1700 ca.), poetessa i traductora jueva sefardita en castellà.
Va néixer a Lisboa a l'entorn de 1655 en el si d'una família de conversos portuguesos, d'origen castellà, posteriorment emigrada a Amsterdam, on adoptaren públicament el judaisme. El seu nom de baptisme fou Isabel Correa i en convertir-se es nomenà Rebeca Correa, si bé en la seva obra literària mantingué el seu nom cristià; sovint la historiografia la designa amb el nom d'Isabel Rebeca Correa. Es va casar amb Nicolau Oliver i Fullana, vidu, renegat o convers mallorquí exiliat a Amsterdam després d'una condemna inquisitorial.
Isabel Correa era coneguda per la seva erudició i coneixement d'idiomes, almenys llegia en llatí, grec, portuguès, espanyol, italià i francès i, juntament amb el seu marit, freqüentava el cercle de Daniel Leví de Barrios, també fou membre del cercle literari de la “Academia de los Sitibundos” d'Amsterdam creada el 1685 per Manuel de Belmonte.
Fou una de les primeres dones escriptores dels Països Baixos, Daniel Leví de Barrios informa de l'existència d'un llibre de poesies d'Isabel, que no s'ha conservat, i el 1694 va publicar la traducció de l'obra italiana Il pastore Fido (1590) de Joan Baptista Guarini, en la qual hi va fer afegits personals i formals, d'estil Culterà.